# Søren Wærenskjold
Søren Wærenskjold (12 maart 2000, Mandal) is een Noors wielrenner die sinds 2021 uitkomt voor Uno-X Pro Cycling Team. In 2017 werd hij nationaal kampioen op de weg en in de tijdrit bij de junioren. Ook is hij als veldrijder actief.

## Belangrijkste overwinningen
2017
 Noors kampioenschap op de weg, junioren
 Noors kampioenschap tijdrijden, junioren
Eindklassement Ronde van Nedersaksen, junioren
2018
 Noors kampioenschap op de weg, junioren
 Noors kampioenschap tijdrijden, junioren
Saarland Trofeo
2019
 Noors kampioenschap ploegentijdrit, elite
2020
 Noors kampioenschap ploegentijdrit, elite
1e etappe en eindklassement Ronde van Rhodos
2021
1e etappe Vredeskoers
Proloog en 1e etappe Ronde van de Toekomst
2022
 Noors kampioenschap op de weg, beloften
 Wereldkampioen tijdrijden, beloften
 Wereldkampioenschap op de weg, beloften
2023
3e etappe Ronde van Saoedi-Arabië
3e etappe Ronde van België (ITT)
 Noors kampioen tijdrijden, Elite
1e etappe Ronde van Denemarken
1e etappe Ronde van Poitou-Charentes
Eind- en jongerenklassement Ronde van Poitou-Charentes
2024
2e etappe AlUla Tour
1e etappe Ronde van België (ITT)
Eindklassement Ronde van België
 Noors kampioen tijdrijden, Elite
3e etappe (ITT) Ronde van Poitou-Charentes in Nouvelle-Aquitaine
Eind- en jongerenklassement Ronde van Poitou-Charentes in Nouvelle-Aquitaine
2025
2e etappe Ster van Bessèges
Omloop Het Nieuwsblad
2e etappe Ronde van Denemarken

## Resultaten in voornaamste wedstrijden
| Jaar | Ronde van Italië | Ronde van Frankrijk | Ronde van Spanje |
| ---- | ---------------- | ------------------- | ---------------- |
| 2022 |                  |                     |                  |
| 2023 |                  | 140e                |                  |
| 2024 |                  | 133e                |                  |
| 2025 |                  | opgave              |                  |

| Jaar | Milaan-San Remo | Gent-Wevelgem | Ronde van Vlaanderen | Parijs-Roubaix | Omloop Het Nieuwsblad | Parijs-Tours |
| ---- | --------------- | ------------- | -------------------- | -------------- | --------------------- | ------------ |
| 2022 |                 |               | opgave               | opgave         |                       |              |
| 2023 |                 | 25e           |                      | 22e            |                       | 88e          |
| 2024 | 133e            |               | opgave               | 9e             | opgave                |              |
| 2025 |                 | opgave        |                      | 42e            | ↑                     |              |

## Ploegen
- 2019 –  Joker Fuel of Norway
- 2020 –  Joker Fuel of Norway
- 2021 –  Uno-X Pro Cycling Team
- 2022 –  Uno-X Pro Cycling Team
- 2023 –  Uno-X Pro Cycling Team
- 2024 –  Uno-X Pro Cycling Team
- 2025 –  Uno-X Mobility

Abrahamsen · Andersen · Blikra · Charmig · Dversnes · Eg · Gregaard · Gudmestad · Halvorsen · Hansen · Hindsgaul · Holter · Hulgaard · A. Johannessen · T. Johannessen · K. Kulset · S. Kulset · Larsen · Levy · Resell · Saugstad · A. Skaarseth · I. Skaarseth · Sleen · Tiller · Træen · Urianstad · Wærenskjold · Wærsted
Abrahamsen · Andersen · Bendixen · Blikra  · Blume Levy · Charmig · Dversnes · Eg · Fredheim · Gregaard · Gudmestad · Halvorsen · Hindsgaul · Holter · A. Johannessen · T. Johannessen · Kristoff · M. Kulset · S. Kulset · Larsen · Norman Leth · Resell · Sander Hansen · Skaarseth · Tiller · Træen · Urianstad · Wærenskjold
Abrahamsen · Andersen · Bendixen · Bévort · Blikra  · Blume Levy · Cort · Dversnes · Eiking (vanaf 8/2) · Fredheim · Gudmestad · Hoelgaard · Holter · Hvideberg · A. Johannessen · T. Johannessen · Kristoff · J. Kulset · M. Kulset · S. Kulset · Larsen · Leknessund · Løland · Resell · Sander Hansen · Skaarseth · Tiller · Urianstad · Wallin · Wærenskjold